# Фофаново (городской округ Озёры)
Фофаново — деревня в городском округе Озёры Московской области России.
До 2015 года относилась к сельскому поселению Клишинское, до муниципальной реформы 2006 года — деревня Дулебинского сельского округа. Население — 9 чел. (2015).

## География
Расположена в южной части района, примерно в 8 км к юго-западу от центра города Озёры, на правом берегу впадающей в Большую Смедову реки Любинки (бассейн Оки). В деревне две улицы — Лесная и Овражная, зарегистрировано садовое товарищество. Ближайший населённый пункт — деревня Храброво.

## Исторические сведения
В «Списке населённых мест» 1862 года Фофоново — владельческое сельцо 2-го стана Каширского уезда Тульской губернии по левую сторону Зарайской большой дороги (с севера на юг), в 24 верстах от уездного города, при речке Любеньке, с 16 дворами и 152 жителями (71 мужчина, 81 женщина).
Постановлением президиума Каширского уездного исполнительного комитета 4 апреля 1923 года Каширский уезд включён в состав Московской губернии.
По материалам Всесоюзной переписи населения 1926 года — деревня Храбровского сельсовета Богатищевской волости Каширского уезда, проживало 129 жителей (67 мужчин, 62 женщины), насчитывалось 29 крестьянских хозяйств.

## Население
| 1859 | 1926 | 2002 | 2006 | 2010 | 2015 |
| ---- | ---- | ---- | ---- | ---- | ---- |
| 152  | ↘129 | ↘1   | ↘0   | ↗4   | ↗9   |